# Eparchia di Chełm

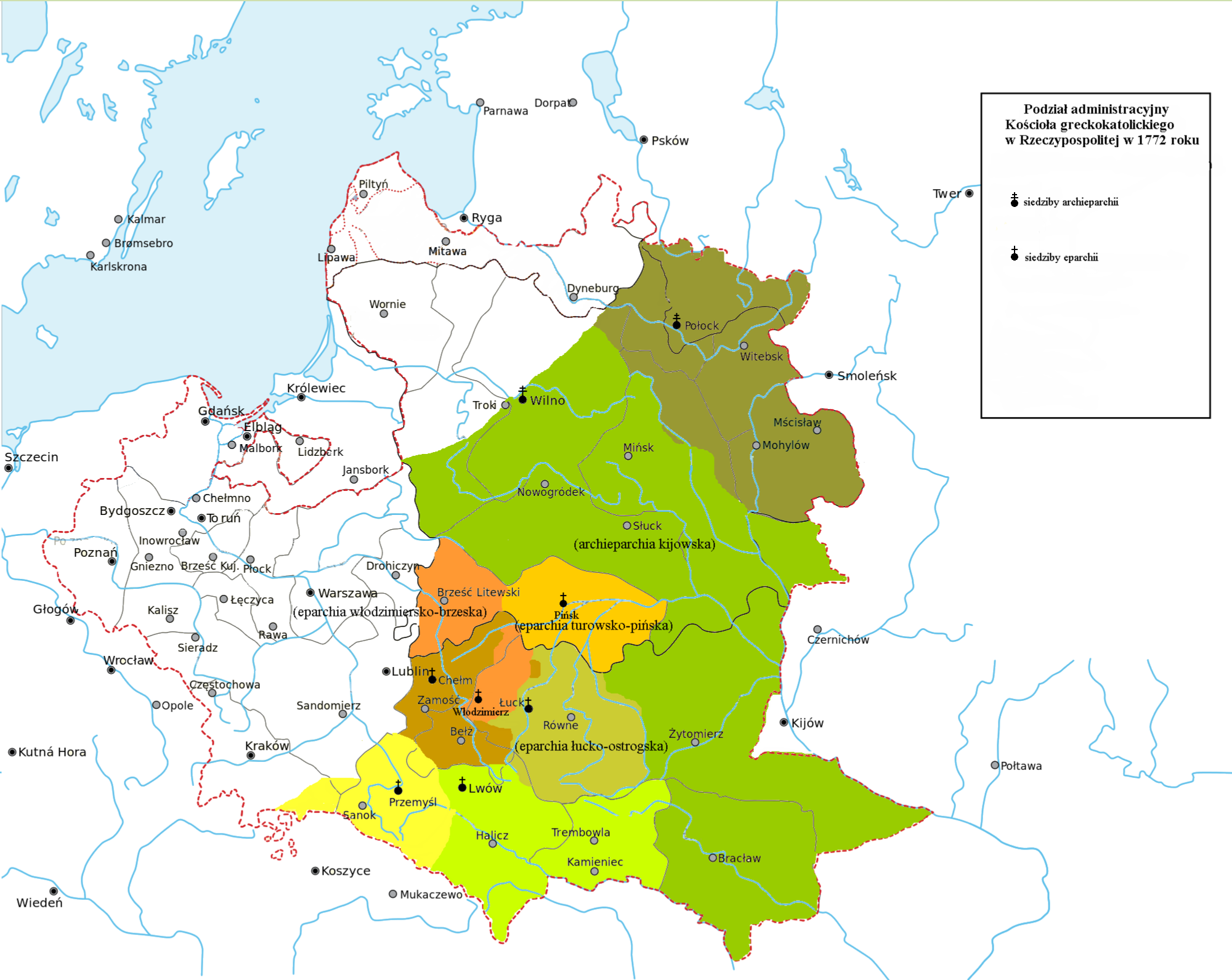
Mappa delle eparchie greco-cattoliche della Confederazione polacco-lituana nel 1772.

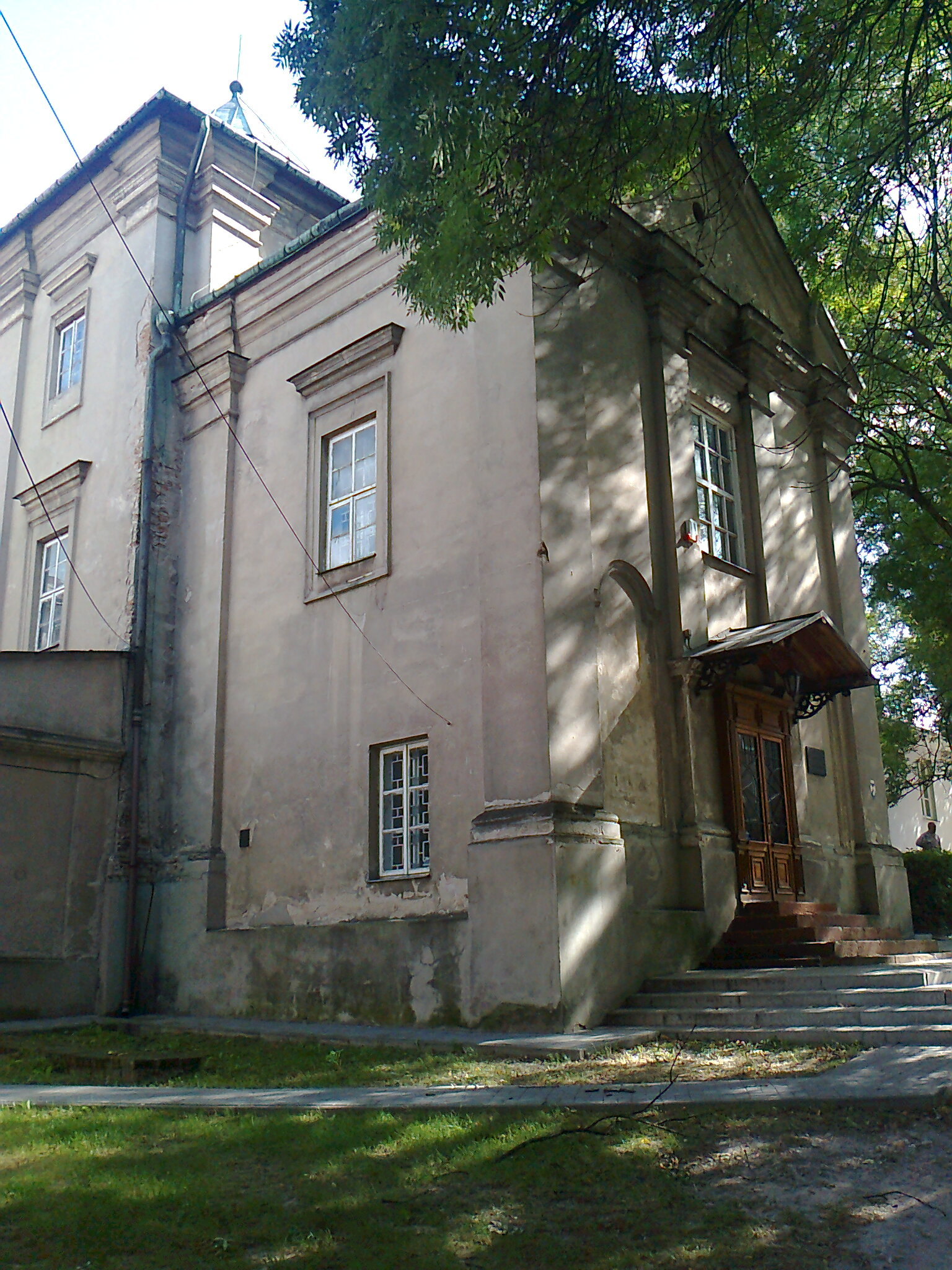
L'antico seminario eparchiale.

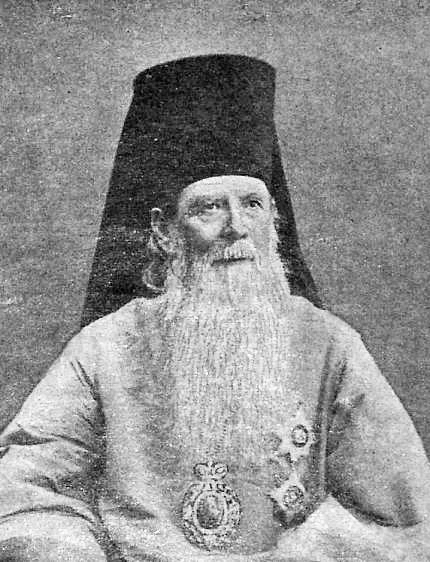
L'eparca Marceli Popiel, uno dei protagonisti del passaggio dell'eparchia alla Chiesa ortodossa russa.

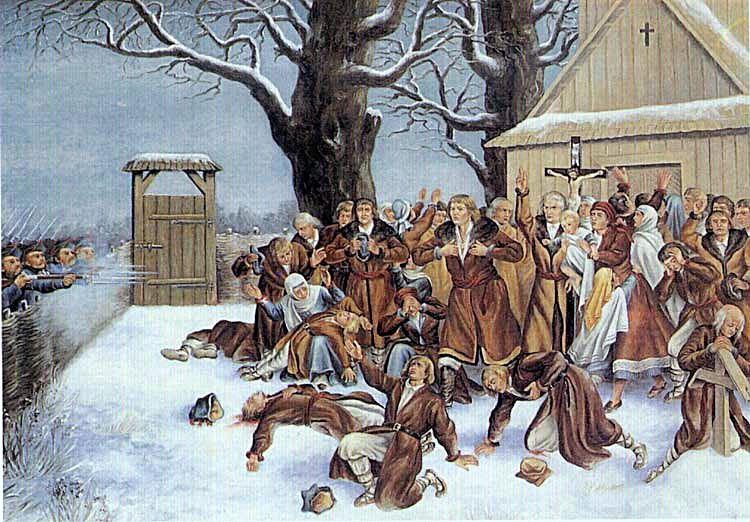
I Martiri di Pratulin in un'opera di Walerego Eljasza-Radzikowskiego.

L'eparchia di Chełm (in latino Eparchia Chelmensis Ruthenorum) è stata una sede della Chiesa cattolica di rito bizantino, soppressa nel 1875.

## Territorio
L'eparchia si estendeva in Podlachia, sul territorio dell'antico principato di Chełm e Bełz, che dopo il 1794 costituiranno il voivodato di Chełm. Spesso negli atti ufficiali l'eparchia è chiamata con il nome di "eparchia di Chełm e Bełz".
Sede eparchiale era la città di Chełm, dove fungeva da cattedrale la chiesa della Natività della Beata Vergine Maria, costruita tra il 1735 e il 1756 dall'eparca Felicjan Filip Wołodkowicz.
Nel 1815 il territorio dell'eparchia si estendeva su quello dei vescovati latini di Lublino, di Podlachia e di Augustów, ma di fatto aveva giurisdizione su tutti gli uniati greco-cattolici del Regno del Congresso. Contava 317 parrocchie con circa 400 preti e diversi conventi, tra cui 5 dell'Ordine Basiliano di San Giosafat; il numero dei fedeli era di oltre 220.000.

## Storia
L'eparchia di Chełm sorse probabilmente nell'XI secolo, oppure nel XIII secolo, quando venne eretta l'eparchia di Uhrovesk (o Uhrusk), che fu in seguito trasferita a Chełm. Secondo Meysztowicz l'eparchia fu, almeno per un certo periodo, già unita con la sede apostolica di Roma, come si evincerebbe da alcuni documenti di papa Gregorio XI del 1372 e del 1375. È tuttavia solo nel 1596, in occasione dell'Unione di Brest, che l'eparca Dionizy Zbirujski aderì ufficialmente alla comunione con la Santa Sede.
Una parte dei religiosi e dei fedeli di Chełm rigettò l'unione con Roma e nel 1621 fu consacrato il vescovo ortodosso Paisjusz Czerkawski. Nel 1650 facendo seguito ad un accordo con Bohdan Chmel'nyc'kij il re Giovanni Casimiro diede l'eparchia agli ortodossi, ma l'anno successivo riconobbe il diritto sull'eparchia dei cattolici uniati. Il conflitto con la borghesia urbana ortodossa si trascinò fino al 1678. Nel 1695 aderì all'unione con Roma la confraternita ortodossa di Lublino e nel 1706 anche quella di Zamość.
Tra gli eparchi di Chełm si ricordano in particolare: Atanazy Pakosta, che si occupò della disciplina del clero e indisse diversi sinodi; Metody Terlecki, che nel 1641 ottenne una regolamentazione circa i rapporti tra il suo clero e quello di rito latino di Chełm; Jakub Jan Susza, letterato e autore di opere in polacco ed in latino; Maksymilian Ryłło, che istituì il seminario eparchiale.
Il 22 febbraio 1807 per effetto della bolla In universalis Ecclesiae di papa Pio VII l'eparchia entrò a far parte della provincia ecclesiastica dell'arcieparchia di Leopoli e Halyč (oggi arcieparchia di Leopoli). Con la stessa bolla il Papa concedeva il diritto di nominare gli eparchi all'imperatore. Il 3 febbraio 1830 papa Pio VIII rese l'eparchia immediatamente soggetta alla Santa Sede.

### Soppressione
La situazione politica fu una delle cause maggiori che determinarono la fine dell'eparchia unita. Se con la terza spartizione della Polonia (1795), la maggior parte del suo territorio era entrato a far parte dell'impero austriaco, il Congresso di Vienna del 1815 lo assegnò al Regno del Congresso, stato vassallo sotto lo stretto controllo dell'impero russo.
Il governo zarista attuò una politica che mirava a limitare l'influenza della Chiesa cattolica nelle terre russe e polacche, a russificare la cultura polacca, ad adeguare forzatamente la liturgia a quella ufficiale ortodossa, ad impedire le nomine degli eparchi e a ridurre all'ortodossia le diverse comunità greco-cattoliche presenti numerose nei territori occidentali dell'impero e nel regno polacco. Una pseudo-unione consumatasi a Polack nel 1839, annullò la precedente unione di Brest del 1596 e riportò all'unione con la Chiesa ortodossa russa di molte eparchie greco-cattoliche. Scomparvero così la totalità delle eparchie dell'impero russo: tra queste le eparchie di Pinsk e Turaŭ, Volodymyr-Brėst, Supraśl, Polack, Luc'k e Ostrog non vennero mai più restaurate. Oltre 1 milione e mezzo di greco-cattolici furono costretti a passare alla Chiesa ufficiale russa.
L'eparchia di Chełm non rientrò tra le eparchie soppresse, solo perché apparteneva al Regno del Congresso. Ma ben presto la politica russa si fece sentire anche a Chełm. L'eparca Szumborski subì diverse pressioni, anche dallo stesso imperatore Nicola I, per conformare la liturgia a quella russa; nel 1840 si arrese e pubblicò una lettera pastorale con la quale ordinava ai suoi preti di introdurre nella liturgia usanze e rituali in uso nella Chiesa ortodossa. Papa Gregorio XVI lo biasimò duramente in un breve del 1842 e Szumborski ritirò la sua pastorale.
A Szumborski succedette il suo coadiutore Jan Teraszkiewicz, di spirito arrendevole, che cedette alle pressioni russe e inviò parte dei seminaristi a formarsi all'accademia ortodossa di Mosca; questo favorì l'introduzione tra il clero eparchiale di sacerdoti filorussi. Contestualmente, l'eparchia fu sottratta alla metropolia di Leopoli, dunque ad una teorica protezione austriaca, e resa immediatamente soggetta alla Santa Sede.
A Teraszkiewicz succedette l'anziano Jan Mikołaj Kaliński, vedovo con 13 figli, che tuttavia non ottenne il consenso del governo per la sua ordinazione episcopale. Kaliński mostrò un'inaspettata energia ed affrontò direttamente il governo, sospendendo a divinis alcuni preti filorussi e opponendosi ad ogni modifica della liturgia greco-cattolica. Il governo zarista continuò però nella sua politica: nel 1864 furono soppressi tutti i monasteri basiliani dell'eparchia; fu introdotto l'uso obbligatorio di un catechismo ortodosso; vennero accolti diversi preti provenienti da altre diocesi, tra cui Marceli Popiel, già espulso da Leopoli, che divenne direttore del seminario e che fu il vero protagonista della soppressione dell'eparchia. Per la sua ostinata opposizione, l'eparca Kaliński fu arrestato il 21 settembre 1866 e deportato negli Urali; non sopportò la durezza del viaggio e morì il 19 ottobre successivo. Al suo posto i russi nominarono un reggente, Józef Wójcicki, che venne installato con l'ausilio della polizia, per l'opposizione dei preti greco-cattolici, alcuni dei quali furono arrestati ed imprigionati; Wójcicki attuò delle disposizioni che aprirono di fatto la strada allo scisma.
Di fronte all'azione di forza zarista, la Santa Sede rispose con due interventi di papa Pio IX. Nell'allocuzione concistoriale del 28 ottobre 1866 (Luctuosum et numquam satis deplorandum) protestava contro i soprusi del governo russo, elencandoli in modo dettagliato. L'anno successivo, il 17 ottobre 1867, pubblicò l'enciclica Levate, con la quale ancora una volta prese le difese dei greco-cattolici di Chełm e, cosa inconsueta nei documenti pontifici, accusò personalmente e direttamente, nominandolo (un certo prete Voicichi), l'amministratore Józef Wójcicki, che fu sanzionato con la scomunica. Il Papa concludeva l'enciclica ammettendo, profeticamente, che "è imminente la trista rovina della diocesi rutena di Chelma e Belz" (Tristis Chelmensi dioecesi impendet ruina).
Nel 1868 l'eparca Mychajlo Kuzems'kyj, originario della Galizia, nominato dai russi che vedevano positivamente il suo atteggiamento antipolacco, diffuso anche nell'impero austriaco, ricevette la conferma della Sede apostolica. Dopo aver favorito l'ucrainizzazione dell'eparchia e l'abolizione nel culto greco-cattolico di ogni elemento latinizzante, nel 1871 l'eparca si dimise e senza attendere l'accettazione delle sue dimissioni da parte della Sede Apostolica tornò in Galizia. Morì otto anni dopo, continuando a mantenere il titolo eparchiale di Chełm.
Le dimissioni di Kuzems'kyj permisero ai russi di nominare vescovo Marceli Popiel, acceso simpatizzante dell'ortodossia, che avviò l'atto finale dello scisma. Fin dal 1871 abolì ogni differenza di liturgia e di calendario fra le due Chiese e vigilò affinché tutti i sacerdoti obbedissero; nel 1873 i preti dell'eparchia dovettero sottoscrivere un formulario di adesione alla nuova liturgia. Popiel rimosse dalle chiese persino le icone di san Giosafat Kuncewycz, il vescovo uniate martire che era stato canonizzato nel 1867. Nel 1872 e 1873 i contadini insorsero contro i mutamenti liturgici e boicottarono la Chiesa guidata da Popiel andando nelle chiese di rito romano. Nel 1874 i russi massacrarono i contadini a Drelów e a Pratulin; altri fedeli furono imprigionati. Nell'eccidio di Pratulin del 24 gennaio 1874 furono uccisi 13 fedeli cattolici, noti come i martiri di Podlachia: sono stati beatificati da papa Giovanni Paolo II nel 1996.
Pio IX intervenne nuovamente con la pubblicazione dell'enciclica Omnem sollicitudinem il 13 maggio 1874, con la quale condanna le innovazioni liturgiche introdotte nell'eparchia da Marceli Popiel. Questi, benché non nominato espressamente, viene definito «uno pseudo-amministratore ... ritenuto indegno della dignità episcopale, [che] non esitò ad usurpare la giurisdizione ecclesiastica, a sovvertire ogni cosa nella suddetta Chiesa, a sconvolgere e ad alterare a proprio arbitrio le disposizioni liturgiche sancite dai canoni ... Questo pseudo-amministratore risulta assolutamente privo di qualsiasi giurisdizione ecclesiastica: né il vescovo legittimo al momento della partenza, né in seguito la Sede Apostolica giammai gliela conferirono ». La diffusione dell'enciclica a Chełm fu ostacolata dal governo, che aumentò il giro di vite contro gli oppositori, molti dei quali finirono in Siberia.
Dopo l'adeguamento della liturgia a quella ortodossa, si pose mano all'ultimo atto, ossia l'adesione formale delle singole parrocchie alla Chiesa ortodossa. Diverse parrocchie, fra il gennaio e il maggio del 1875, firmarono, più o meno volontariamente, l'atto d'unione con l'ortodossia. In una relazione letta nella cattedrale di Chełm il 2 marzo, con un atto molto simile a quello del 1839, Popiel dichiarava che 120 parrocchie desideravano unirsi alla Chiesa ortodossa e chiese ufficialmente all'imperatore l'adesione formale e definitiva dell'eparchia con la Chiesa russa. Il 6 aprile successivo, nel Palazzo d'Inverno di San Pietroburgo si svolse alla presenza di Alessandro II la cerimonia ufficiale e solenne con la quale fu abolita l'unione con Roma e sancita l'unione dell'eparchia di Chełm all'arcieparchia ortodossa di Varsavia. Questi atti posero fine all'eparchia greco-cattolica.
Sulle cifre le fonti e gli storici non sono concordi. Secondo i dati ufficiali russi passarono all'ortodossia 250.000 fedeli e 204 sacerdoti. Secondo lo storico polacco Meysztowicz, furono invece almeno 150.000 i greco-cattolici che rimasero fedeli a Roma. La persecuzione zarista contro i resti della Chiesa greco-cattolica dell'impero continuò negli anni successivi. Due atti meritano di essere segnalati. Nel febbraio del 1875, un decreto governativo vietava agli uniati di partecipare alle cerimonie liturgiche e sacramentali nelle chiese di rito latino: le pene erano durissime e ne fecero le spese anche sacerdoti latini. Inoltre, furono considerati invalidi tutti i matrimoni non celebrati di fronte ad un pope ortodosso, con la conseguente perdita del diritto di paternità sui figli, considerati bastardi, perché nati in un matrimonio illegittimo.
Quasi nessuno in Europa si accorse di quello che stava succedendo in Polonia. Gli austriaci, per timore che aumentassero le rivendicazioni russe sulla Galizia, non fecero alcuna obiezione. La stessa Santa Sede si limitò a una blanda protesta, consegnata in una lettera di Pio IX all'arcieparca di Leopoli nel 1876. I Gesuiti, che ebbero larga parte nell'Unione di Brest del 1596, dedicarono diverse pagine delle loro riviste ai fatti di Chełm; uno di questi, Martinov, sulla rivista Etudes, li qualificò con l'espressione di "latrocinio di Chełm" (le brigandage de Khelm). Il quotidiano Le Monde pubblicò una serie di articoli, apparsi nel 1875 in un volume intitolato Le schisme et ses apôtres dans le diocèse de Khelm, con il quale intese confutare la versione ufficiale dei fatti pubblicati sull'organo del governo zarista di San Pietroburgo.
Il 17 aprile 1905 l'editto di tolleranza di Nicola II di Russia abolì le pene per l'apostasia dei fedeli ortodossi e così permise ai greco-cattolici superstiti di passare al rito latino, restando proibita la Chiesa uniate. Secondo le statistiche ufficiali russe, furono 300.000 gli ortodossi, molti dei quali ex greco-cattolici dell'impero o loro discendenti, che si convertirono ufficialmente e fecero proprio il rito latino; Meysztowicz è dell'opinione che la maggior parte di questi fedeli provenisse dall'antica eparchia di Chełm.

## Cronotassi dei vescovi
- Dionizy Zbirujski † (1596 - 18 novembre 1603 deceduto)
- Arseniusz Andrzejewski Joann † (7 maggio 1604 - luglio 1619 deceduto)
- Atanazy Pakosta † (1619 - 1625 deceduto)
- Teodor Mieleszko (Mieleszkowicz) † (28 settembre 1625 - dopo l'11 luglio 1626 deceduto)
  - Sede vacante (1626-1630)[17]
- Metody Terlecki, O.S.B.M. † (1630 - 7 giugno 1649 deceduto)
- Atanazy Zachariasz Furs † (14 giugno 1649 - ottobre 1649 deceduto)
  - Sede vacante (1649-1652)
- Jakub Jan Susza, O.S.B.M. † (22 febbraio 1652 - 4 marzo o settembre 1687 deceduto)
- Augustyn Aleksander Łodziata † (1687 succeduto - prima del 20 agosto 1691 deceduto)
- Jan Małachowski † (28 settembre 1691 - 1693 deceduto)
- Gedeon Woyna-Orański † (1693 - 22 o 29 settembre 1709 deceduto)
- Józef Lewicki, O.S.B.M. † (4 luglio 1711 consacrato - 15 giugno 1730 deceduto)
- Felicjan Filip Wołodkowicz, O.S.B.M. † (giugno 1730 - 22 novembre 1758 nominato eparca di Volodymyr-Brėst)
- Maksymilian Ryłło, O.S.B.M. † (2 febbraio 1759 consacrato - 2 settembre 1785 nominato eparca di Przemyśl)
- Teodozy Rostocki, O.S.B.M. † (1785 - 1790 dimesso)[18]
- Porfiriusz Skarbek-Ważyński † (26 settembre 1790 consacrato - 9 marzo 1804 deceduto)
  - Sede vacante (1804-1810)
- Ferdynand Dąbrowa-Ciechanowski, O.S.B.M. † (8 agosto 1810 consacrato - 15 giugno 1828 deceduto)
- Filip Felicjan Szumborski, O.S.B.M. † (10 dicembre 1828 - gennaio 1851 deceduto)
- Jan Teraszkiewicz † (gennaio 1851 succeduto - 1º marzo 1863 deceduto)
- Jan Mikołaj Kaliński † (1º marzo 1863 succeduto - 19 ottobre 1866 deceduto)
- Mychajlo Kuzems'kyj † (22 giugno 1868 - 1871 dimesso)
  - Sede soppressa